# Budim
Budim (mađ. Buda; njem. Ofen; slovački: Budín; tur. Budin) zapadni je dio današnje Budimpešte, smješten na desnoj obali Dunava. Prema predaji, grad je dobio ime po svome osnivaču Budi (ili Bledi), no vjerojatnije je ime izvedeno iz mjesnog naziva za vodu.
Budim obuhvaća oko trećine površine Budimpešte i većim je dijelom pokriven šumom i brežuljkast. Među najpoznatije spomenike spada Budimski dvorac i utvrda.

## Povijest
Budim je bio glavni grad Ugarske od 1361., pa sve dok nije pao pod vlast Osmanskog Carstva 1541. Novi glavni grad Ugarske tada je postao Požun (1536.) u današnjoj Slovačkoj. 1686. grad ponovno osvaja Habsburška Monarhija, a jer je bio opustošen, ondje se naseljavaju brojni Nijemci. 1703. postaje slobodan kraljevski grad, a 1784. ponovno i glavni grad Kraljevstva. 1873. sjedinjen je s gradovima Peštom i Obudom u jedinstveni grad Budimpeštu.

## Demografska povijest
Prema podacima iz 1715., Budim je imao 1539 kuća, od čega je bilo 769 slavenskih, 701 njemačkih i 68 mađarskih. Pet godina kasnije, 1720., bilo je oko 30.000 stanovnika u 1468 kuća, od čega je bila 851 njemačka, 559 slavenskih, 68 mađarskih i 5 slovačkih.

## Kultura
U okolici Budima se nalazi nekoliko hrvatskih sela. Kulturološki, taj je kraj, posebice tamošnji franjevci su pridonijeli hrvatskoj kulturi i kulturi države Mađarske po pitanju doprinosa u književnosti na hrvatskom jeziku. U književnoj teoriji je poznat i pojam budimskog kruga franjevačkih pisaca.
Hrvatski humanisti i hrvatski latinisti iz sjeverne Hrvatske su djelovali najviše na dvoru kralja Matije Korvina u Budimu, koji je onda bio središte humanističke djelatnosti i koji je imao jednu od najvećih biblioteka u renesansi, Bibliothecu Corvinianu. Među te hrvatske humaniste spada Korvinov dvorjanin, hrvatski i mađarski humanist Janus Pannonius. Akademiju, skriptorij i knjižnicu u Budimu je osnovao hrvatski humanist i mađarski primas Ivan Vitez od Sredne.
U razdoblju nakon Tridentskog sabora franjevačka provincija Bosna Srebrena je imala svoje učilište u Budimu.
U Budimu su djelovali Luka Čilić, Jeronim Lipovčić, Mihovil Radnić, Grgur Čevapović, Marijan Šunjić, Lovro Bračuljević, Stjepan Vilov, Fabijan Peštalić, Emerik Pavić, Marijan Jaić i drugi. Studenti u Budimu su bili Andrija Barukčić i Toma Babić. Iz Budima su rodom Lovro Bračuljević (ml. i stariji), Tadija Bošnjaković, Jeronim Jakočević, Josip Jakošić, Bartol Jurković, Nikola Kesić, Emerik Pavić, Antun Perecki, Stjepan Vilov.
Prvi zlatari u ovom gradu su bili iz redova bošnjačkih Hrvata koji su ondje došli u 18. stoljeću.
Hrvati su u Budimu tiskali svoja djela. 1795. je Marijan Lanosović ondje objavio 3. izdanje svoje gramatike Neue Einleitung zur Slavonischen Sprache, a 1801. je ondje objavljen rječnik Joakima Stullija Lexicon latino-italico-illyricum. Kratka osnova horvatzko-slavenskoga pravopisanja Ljudevita Gaja je tiskana u Budimu 1830., a 1831. je objavljen postumni prijevod Novog zavjeta Petra Katančića.
Zvjezdarnicu na brdu Gellertu je osnovao Ivan Paskvić, a u njoj su djelovali astronomi Mirko Daniel Bogdanić, Franjo Bruna i drugi.
Rodom iz budimske okolice je skladatelj Đuro Arnold.